# Vaughanella multipalifera
Vaughanella multipalifera är en korallart som beskrevs av Stephen D. Cairns 1995. Vaughanella multipalifera ingår i släktet Vaughanella och familjen Caryophylliidae. Inga underarter finns listade i Catalogue of Life.